# Lijst van bolwerken van Amsterdam

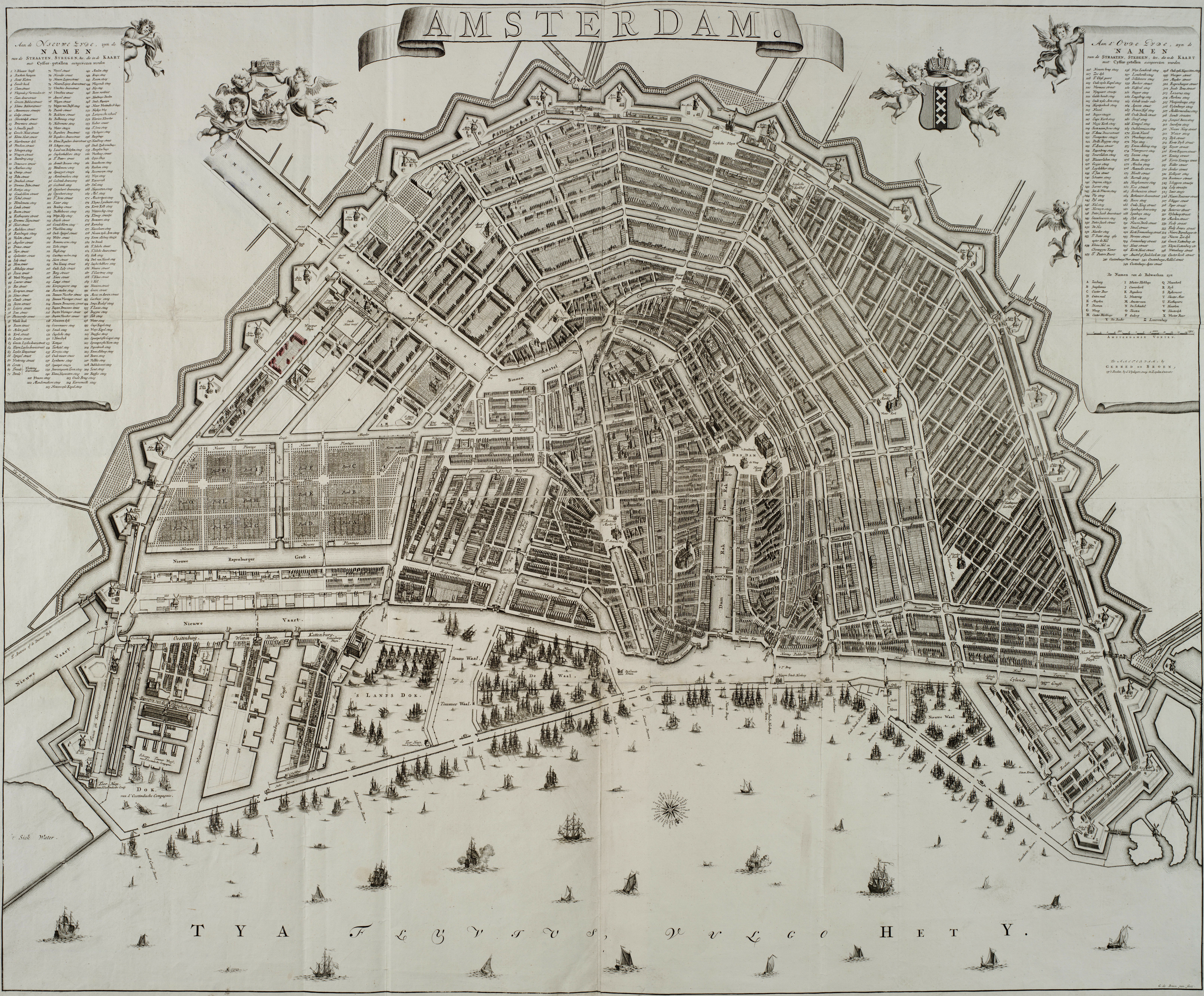
De stadsplattegrond van Amsterdam uit 1737 gemaakt door Gerrit de Broen

In de 17e-eeuwse vestingwerken van Amsterdam waren 26 bolwerken, die allen op één na voorzien waren van een molen. Dit is een lijst van bolwerken van Amsterdam, beginnend in het noordwesten en lopend naar het oosten. De plaats van de bolwerken wordt sinds 2010 aangegeven in de bolwerkenroute bestaande uit 26 plaquettes op de plek waar de bolwerken zich (ongeveer) bevonden.
| Volgorde | Bolwerk         | Molen          | Coördinaten                   |
| -------- | --------------- | -------------- | ----------------------------- |
| 1        | Blaauwhoofd     | De Bok         | 52° 23′ 22″ NB, 4° 53′ 23″ OL |
| 2        | De Bogt         | De Vervanger   | 52° 23′ 19″ NB, 4° 53′ 8″ OL  |
| 3        | Westerbeer      | De Beer        | 52° 23′ 11″ NB, 4° 53′ 2″ OL  |
| 4        | Sloterdijk      | De Kraay       | 52° 23′ 2″ NB, 4° 52′ 56″ OL  |
| 5        | Haarlem         | De Palm        | 52° 22′ 54″ NB, 4° 52′ 50″ OL |
| 6        | Karthuizen      | De Kat         | 52° 22′ 45″ NB, 4° 52′ 47″ OL |
| 7        | Slotermeer      | De Hooiberg    | 52° 22′ 37″ NB, 4° 52′ 41″ OL |
| 8        | Rijkeroord      | De Bloem       | 52° 22′ 28″ NB, 4° 52′ 35″ OL |
| 9        | Rijk            | De Victor      | 52° 22′ 19″ NB, 4° 52′ 31″ OL |
| 10       | Nieuwerkerk     | Het Roode Hart | 52° 22′ 9″ NB, 4° 52′ 38″ OL  |
| 11       | Osdorp          | De Witte Star  | 52° 22′ 1″ NB, 4° 52′ 43″ OL  |
| 12       | Sloten          | De Liefde      | 52° 21′ 53″ NB, 4° 52′ 49″ OL |
| 13       | Schinkel        | De Roomolen    | 52° 21′ 44″ NB, 4° 52′ 60″ OL |
| 14       | Amstelveen      | De Spiering    | 52° 21′ 40″ NB, 4° 53′ 12″ OL |
| 15       | De Wetering     | De Wetering    | 52° 21′ 35″ NB, 4° 53′ 23″ OL |
| 16       | Reguliers       | De Hoop        | 52° 21′ 33″ NB, 4° 53′ 38″ OL |
| 17       | Ouderkerk       | De Haan        | 52° 21′ 32″ NB, 4° 53′ 54″ OL |
| 18       | Wester-Blokhuis | De Groen       | 52° 21′ 35″ NB, 4° 54′ 9″ OL  |
| 19       | Ooster-Blokhuis | De Bul         | 52° 21′ 38″ NB, 4° 54′ 24″ OL |
| 20       | Weesp           | Het Fortuyn    | 52° 21′ 40″ NB, 4° 54′ 37″ OL |
| 21       | Diemen          | De Valk        | 52° 21′ 44″ NB, 4° 54′ 50″ OL |
| 22       | Muiden          | De Hond        | 52° 21′ 47″ NB, 4° 55′ 7″ OL  |
| 23       | Oetewaal        | De Ruyter      | 52° 21′ 51″ NB, 4° 55′ 18″ OL |
| 24       | Oosterbeer      | De Gooyer      | 52° 21′ 58″ NB, 4° 55′ 29″ OL |
| 25       | Jaap Hannes     | -              | 52° 22′ 5″ NB, 4° 55′ 40″ OL  |
| 26       | Zeeburg         | De Zon         | 52° 22′ 13″ NB, 4° 55′ 51″ OL |